# Genta Ismajli
Gentiana "Genta" Ismajli, född 12 april 1984 i Gjilan i Kosovo, är en albansk sångerska. Genta flyttade i tidig ålder tillsammans med sin familj till Chicago i USA. När hon var 19 åkte hon tillbaka till sitt hemland för att sjunga en låt med titeln "Dridhëm". Låten blev mycket populär, vilket fick hennes karriär i hemlandet att ta fart. Hon flyttade sedan till Kosovo, med avsikt att bo där permanent. Hon blev känd i Kosovo och andra albansktalande regioner, med sin låt "Kthehu". År 2005 vann hon musiktävlingen Kënga Magjike med låten "Nuk dua tjetër". År 2010 ställde hon upp i Schweiz uttagning till Eurovision Song Contest 2011 med låten "This Is My Night". Hon tog sig dock inte vidare till finalen.